# Curse of Chucky
Curse of Chucky är en amerikansk skräckfilm från 2013 med Brad Dourif och är den sjätte filmen om Chucky-filmerna. Filmen är skriven och regisserad av Don Mancini, som skapade serien 1988. 

## Handling
Chucky är tillbaka. Den demoniska mördardockan som är besatt av en seriemördare. När ett paket levereras till Nicas hus tänker inte hon så mycket på det. Men när Nicas mamma tragiskt dör under natten så misstänker hon att det är den rödhårige, talande dockan Chucky som ligger bakom allt kaos och blodspill och att den onda dockan förflyttar sig. Så är det något som händer när hon åker hiss. Hissen stannar och Chucky kliver in med en kniv...
1. ↑  läs online, www.fantasiafestival.com , läst: 12 april 2016.[källa från Wikidata]
2. 1 2  läs online, Internet Movie Database , läst: 12 april 2016.[källa från Wikidata]
3. 1 2  läs online, www.tomatazos.com , läst: 12 april 2016.[källa från Wikidata]
4. ↑  läs online, www.allocine.fr , läst: 12 april 2016.[källa från Wikidata]
5. 1 2  Freebase Data Dumps, Google.[källa från Wikidata]
6. ↑  Internet Movie Database, läs online, läst: 17 augusti 2016.[källa från Wikidata]
7. ↑  läs online, www.zelluloid.de , läst: 18 januari 2018.[källa från Wikidata]